# Eurotopia
Eurotopia ist eine Bezeichnung verschiedener auch sich überlagernder Visionen, die sich mit möglichen Entwicklungen Europas befassen.

## Eurotopia – Alfred Heineken

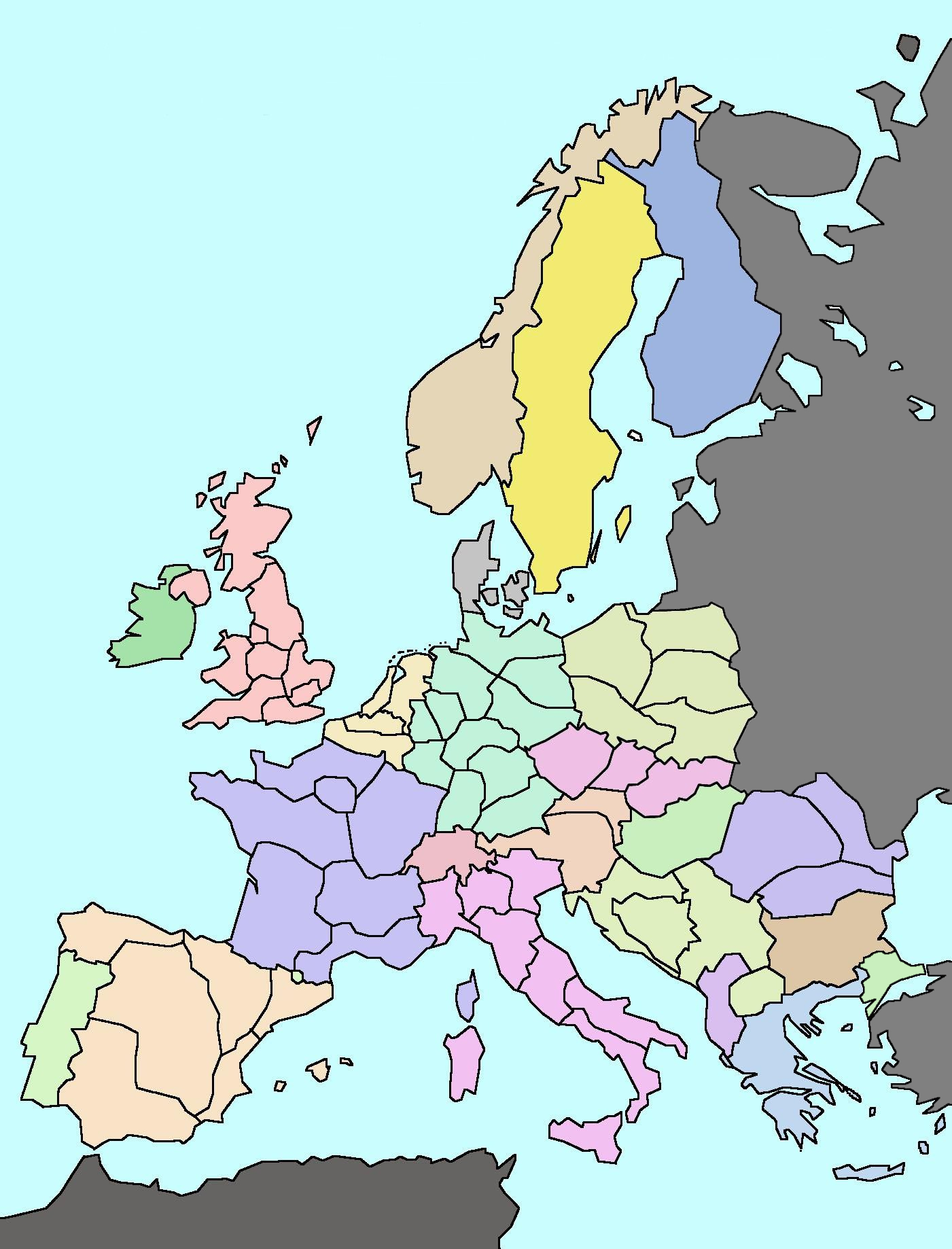
Die Vereinigten Staaten von Europa nach Heineken/Van den Doel/Wesseling

Die Vision des niederländischen Geschäftsmanns und Bierbrauers Alfred Heineken zur Aufteilung der Europäischen Union in 75 Regionen, angeregt durch die Philosophie Leopold Kohrs („Disunion Now“), die sodann die Vereinigten Staaten von Europa bilden sollen. Veröffentlicht wurde diese im Jahre 1992 im Buch The United States of Europe (a Eurotopia?).

### Konzept
Ausgangsüberlegung Heinekens war die Annahme, ein Europa mit seinerzeit 350 Mio. Einwohnern sei unregierbar, weshalb eine Dezentralisierung in Regionen mit 5 bis 10 Millionen Einwohnern geboten sei. Die vom Leidener Historiker Wim van den Doel vorgeschlagene Unterteilung in die diversen Regionen beruhte auf Konsultationen Heinekens mit Henk Wesseling, damals Professor der allgemeinen Geschichte an der Universität Leiden. Grundlage waren dabei die ethnischen Verbreitungsgebiete, nach denen sich die Aufteilung richtete. Diese sollte gemäß ihrem Motto „vor allem die Vormachtstellung der großen EU-Mitgliedsstaaten beseitigen und so mehr Stabilität, Gleichheit und Friede gewährleisten“. Zugleich sollte auch die Verwaltung effizienter strukturiert werden.

## Eurotopia – Andreas Gross
Visionen einer, formell 1991 in Rostock gegründeten, Gruppe um Andreas Gross und Bruno Kaufmann – später auch Theo Schiller (Universität Marburg) – eines „transnationalen“ Europa, einer „transnationalen Demokratisierung“, die seit den 1970er Jahren immer wieder auftauchen und in verschiedenen Treffen diskutiert werden, die Erfahrungen des politischen Systems der Schweiz, einschließlich der „direkten Demokratie“, einbeziehend und interpretierend. Unter „transnationaler Demokratisierung“ wird dabei durchaus die Schaffung eines demokratischen „europäischen Staates“ verstanden.

„Wir können und sollten lernen, uns die Zukunft der Schweiz als nationalen Kanton innerhalb eines neuen europäischen Bundesstaates vorzustellen.“

### Vorschläge
Die Gruppe formulierte auch ihre „eurotopischen“ Vorschläge für demokratie- und föderalismus-spezifische Bestimmungen in der europäischen Verfassung und brachte sie als Diskussionsgrundlage ein:
1. Die Europäische Verfassung (EV) wird rechtskräftig, nachdem in jedem Mitgliedstaat der Europäischen Union (EU) in einer nationalen Referendumsabstimmung die Mehrheit der Wahlberechtigten ihr zugestimmt haben.
2. Jede Änderung und Erweiterung der EV bedarf im Rahmen einer europäischen Referendumsabstimmung der Zustimmung der Mehrheit der Unionsbürger sowie der Zustimmung von drei Vierteln der EU-Mitgliedstaaten („Doppelmehr“).
3. Änderungen der EV können vom Europäischen Parlament und von den Bürgern selber vorgeschlagen werden. Dazu bedarf es 5 Prozent der Unterschriften der stimmberechtigten EU-Bürger; diese Unterschriftenzahl muss mindestens je ein Prozent der Wahlberechtigten aus jedem EU-Mitgliedstaat enthalten. Die beiden Kammern des Europäischen Parlamentes (EP) empfehlen den EU-Bürgern eine Zustimmung oder Ablehnung der EV-Änderung. Die Erstunterzeichner einer Verfassungsänderung können ihre Initiative auch zurückziehen.
4. In der EV werden ein einheitlicher Grundrechtsschutz für alle EU-Bürger gemäß der EMRK festgesetzt ebenso wie soziale und ökologische Grundnormen sowie die Rechte von Minderheiten und transnationalen Regionen. Diese Grundnormen und Rechte dürfen von den EU-Staaten erweitert, nicht aber unterschritten werden. Die EV grenzt genau jene Bereiche ab, in denen die EU europäisches Recht setzen darf.
5. EU-Gesetze bedürfen der Zustimmung beider Kammern des EP, der Vertretung der EU-Bürger – den Abgeordneten – ebenso wie der Vertretung der EU-Staaten. In der letzteren ist jeder Staat unbesehen seiner Größe mit je drei Senatoren vertreten. Diese werden nach dem jeweils dafür vorgesehenen nationalen Wahlrecht gewählt. Die Abgeordneten werden nach einem gemeinsamen, proportionalen Wahlrecht gewählt.
6. Jeder Staat hat das Recht, sich durch einen nationalen Referendumsentscheid mit der Mehrheit seiner wahlberechtigten Bürger aus dem Geltungsbereich einer EU-Rechtsnorm, beziehungsweise eines EU-Gesetzes, auszuklinken („opting out“).
7. Ein Prozent der Stimmberechtigten eines EU-Staates oder einer transnationalen Region können jederzeit dem EP Anträge für EU-Rechtsänderungen stellen, die gleichwertig sind den Anträgen der Mitglieder des EP.
8. Die Nachteile, welche wegen der Größe, Sprachenvielfalt und Struktur der EU den Handlungsmöglichkeiten und Handlungschancen für Bürger, Bürgergruppen und Bürgerbewegungen auf transnationaler Ebene erwachsen, werden aus einem EU-Demokratie-Ressourcen-Fonds abgebaut.
9. Jeder Mitgliedstaat der EU kann aus der EU austreten.

– Andreas Gross, zitiert von Paul Ruppen